# Partula langfordi
Espèce
Statut de conservation UICN

 CR A1e+2ce : 
En danger critique
Partula langfordi est une espèce d'escargots terrestres de la famille des Partulidae. Endémique aux îles Mariannes du Nord, cette espèce est menacée de disparition.

## Systématique
L'espèce Partula langfordi a été décrite en 1970 par le malacologiste américain Yoshio Kondo (d) (1910-1990),.

## Description
La coquille de l'holotype de Partula langfordi a une longueur de 14 mm et un diamètre de 9 mm.

## Étymologie
Son épithète spécifique, langfordi, lui a été donnée en l'honneur de Daniel B. Langford qui, avec son beau-frère Ditlev Thaanum, a collecté  160 000 coquillages du Pacifique entre 1893 et 1952, collection qui a été léguée au musée Bishop en 1963,.

## Publication originale
- (en) Yoshio Kondo, « Some aspects of Mariana Islands Partulidae (Mollusca, Pulmonata) », Occasional Papers of Bernice P. Bishop Museum, Honolulu, Inconnu, vol. 24, no 5,‎ 18 mai 1970, p. 73-91 (ISSN 0067-6160, OCLC 1204376, lire en ligne).